# فصوص المخ
فصوص المخ (بالانجليزية:lobes of the brain) المخ البشري ليس فقط واحد من أهم أجهزة جسم الإنسان لكنه أيضًا الأكثر تعقيدًا، والقشرة المخية هي الجزء الذي يُعطي الإنسان صفاته البشرية ويميزه بالعقل والشخصية واللغة والوعي، فضلًا عن التفكير والتخيل والحركة. تُعد هي أكثر جزء سطحي في الدماغ ويمكن تقسيمها لستة فصوص كلٌ له موقعه ووظيفته. يُعرف كل عثرة على سطح الدماغ باسم التلفيف، في حين أن كل أخدود يعرف بالتلم.
كانت فصوص الدماغ تُصنَّف تصنيفًا تشريحيًا بحتًا، ولكن ثبُت اتصالها بوظائف المخ المختلفة. ينقسم الدماغ الانتهائي (المخ)، وهو الجزء الأكبر من الدماغ البشري، إلى نصفين، وكذلك المخيخ. ولكن بشكل عام، تشير عبارة «فصوص المخ» إلى الدماغ الانتهائي.
على الرغم من أن هناك وظائف محددة لكل جزء من المخ، تتطلب معظم الأنشطة تنسيقًا بين أجزاء عديدة من نصفي الدماغ.
تُقسِّم ترمينولوجيا أناتوميكا المخ إلى 6 فصوص (1998).

## الفص الجبهي

الفص الجبهي

يقع الفص الجبهي في مقدمة كل نصف من نصفي الكرة المخية، أمام الفص الجداري وفوق وأمام الفص الصدغي. يفصله عن الفص الجداري مسافة بين الأنسجة يطلق عليها الثلم المركزي، وعن الفص الصدغي طيٌّ عميق يطلق عليه الثلم الجانبي ويُسمى أيضًا شق سيلفيان. يحتوي التلفيف أمام المركزي، والذي يشكل الحدود الخلفية للفص الجبهي، على القشرة الحركية الأساسية، التي تسيطر على الحركات الإرادية لأجزاء معينة من الجسم.
يحتوي الفص الجبهي على معظم خلايا الدوبامين العصبية الحساسة في القشرة الدماغية. ويرتبط نظام الدوبامين مع المكافأة، الانتباه، مهام الذاكرة قصيرة المدى، التخطيط، والتحفيز. يعمل الدوبامين على تحديد المعلومات الحسية المنقولة من المهاد إلى الدماغ الأمامي. ويوضح تقرير من المعهد الوطني للصحة العقلية أن الجين الذي يقلل من نشاط الدوبامين في قشرة الفص الجبهي يرتبط بأداء أضعف وغير فعال في تلك المنطقة في الدماغ خلال مهام الذاكرة العاملة، وزيادة طفيفة لخطر الإصابة بمرض انفصام الشخصية.
هناك عدة مجالات متميزة وظيفيًا في الفص الجبهي:
1. القشرة الحركية الأساسية: تتمثل فيها جميع الأجزاء المتحركة على الجانب المقابل من الجسم؛ 90٪ من الألياف الحركية من كل نصف الكرة تعبر خط الوسط في جذع الدماغ. وهكذا، الأضرار التي تلحق القشرة الحركية في نصف المخ على أحد الجانبين تسبب ضعف أو شلل على الجانب المقابل من الجسم.
2. القشرة الأمامية الوسطى (التي تُسمى أحيانًا منطقة الفص الجبهي الوَسَطي) مهمة في الإثارة والتحفيز. عند إصابتها يصبح المريض فاقد للإرادة (لا مبالي، غافل، وبُطء ملحوظ في الرد).
3. القشرة الأمامية المدارية (التي تُسمى أحيانًا الفص الجبهي المداري) تعمل على تعديل السلوك الاجتماعي. المريض الذي يعاني من إصابة في المنطقة الأمامية المدارية يمكن أن يتغير عاطفيًا واجتماعيًا.
4. القشرة الأمامية خلف سفلية على الجهة اليسرى (التي تُسمى أحيانًا منطقة بروكا) وظيفتها السيطرة على اللغة التعبيرية. الإصابة في هذا المكان تسبب فقدان القدرة على التعبير بالكلمات.
5. القشرة الجبهية الظهرية الوحشية تعالج المعلومات التي تم الحصول عليها مؤخرًا فيما يُسمى بالذاكرة العاملة. ضرر هذه المنطقة يمكن أن يُضعف القدرة على الاحتفاظ بالمعلومات ومعالجتها في الوقت الحقيقي.
الفص الجبهي لديه العديد من الوظائف ومعظمها تتركز على تنظيم السلوك الاجتماعي. منها:
- الإدراك وحل المشكلات والتفكير
- تطوير المهارات الحركية
- أجزاء من الكلام
- السيطرة على الانفعالات
- العفوية
- تنظيم العواطف
- تنظيم الرغبة الجنسية
- التخطيط

من الشائع إصابة الفص الجبهي أكثر من فصوص الدماغ الأخرى لأنه يقع في الجزء الأمامي من الجمجمة. غالبًا ما تؤدي الإصابات إلى تغيرات في الشخصية، صعوبة السيطرة على الدوافع الجنسية، وغيرها من سلوكيات التسرع والمجازفة.

## الفص الجداري

الفص الجداري

يقع الفص الجداري فوق الفص القذالي خلف الفص الجبهي والتلم المركزي.
يقوم الفص الجداري بدمج المعلومات الحسية المختلفة، بما في ذلك الشعور المكاني (استقبال الحس العميق)، ومنطقة الاستقبال الحسية الرئيسية لحاسة اللمس (mechanoreception) في القشرة الحسية الجسدية التي توجد خلف التلم المركزي في التلفيف خلف المركزي، والجزء الخلفي من النظام البصري. تنتقل المدخلات الحسية الرئيسية من الجلد وهي (اللمس، ودرجة الحرارة، ومستقبلات الألم)، من خلال المهاد إلى الفص الجداري.
هناك عدة مناطق من الفص الجداري مهمة لعملية اللغة. ومناطق أخرى لها وظائف محددة مثل:
1. القشرة الحسية الجسدية الأولية، وتقع في منطقة خلف الرولاندية (التلفيف خلف المركزي) في الجزء الأمامي من الفص الجداري، يدمج محفزات الإحساس بالجسد للتعرف والتذكر من حيث الشكل والملمس، والوزن. تتلقى القشرة الحسية الجسدية الأولية على جانب واحد كل المدخلات الجسدية الحسية من الجانب المقابل من الجسم. إصابات الفص الجداري الأمامي يمكن أن تسبب صعوبة التعرف على الأجسام عن طريق اللمس (عمه التجسيم).
2. المناطق الخلفية الوحشية التالية للتلفيف المركزي تولد العلاقات البصرية المكانية وتدمج هذه المفاهيم مع الأحاسيس الأخرى لخلق الوعي بمسارات الأجسام المتحركة. هذه المناطق توسط أيضًا استقبال الحس العميق (الوعي بوضع أجزاء الجسم في الفراغ).
3. تشارك أجزاء وُسطى من الفص الجداري من نصف القشرة المخية المهيمن في قدرات مثل الحساب والكتابة، وتحديد اليسار واليمين. الإصابات في التلفيف الزاوي يمكن أن تسبب العجز في الكتابة، والحساب، والارتباك في تحديد اليمين واليسار ومتلازمة غريستمان.
4. الفص الجداري غير السائد مهم لقدرات مثل الرسم. أي إصابة حادة للفص الجداري غير السائد قد تسبب إهمال الجانب المقابل (عادة اليسار)، مما يؤدي إلى انخفاض الإدراك بذلك الجزء من الجسم، وأية إصابة مرتبطة به فيما يُعرف باسم عمه العاهة، وأيضًا فقدان القدرة على القيام بمهام حركية مثل: خلع الملابس، وغيرها من الأنشطة التي سبق تعلمها جيدًا)، ويُسمى بتعذر الأداء.
الفص الجداري لديها العديد من المهام بما في ذلك الإحساس والإدراك والتفكير المكاني. ومنها:
- استشعار الألم والضغط واللمس
- تنظيم وتجهيز الحواس الخمس
- الإدراك البصري والحركي
- الخطاب
- التعرف البصري
- الإدراك ومعالجة المعلومات

## الفص الصدغي

الفص الصدغي

يقع الفص الصدغي تحت الشق الجانبي على كلا نصفي الكرة المخية للدماغ في الثدييات.
ويشارك الفص الصدغي في معالجة المدخلات الحسية وتحويلها إلى معاني مفهومة من أجل الاحتفاظ بها في الذاكرة البصرية، فهم اللغة، وربط العواطف. فهو جزء لا يتجزأ من الإدراك السمعي، ومستقبلات اللغة والذاكرة البصرية، والذاكرة التقريرية (الواقعية)، والعاطفة. عادة المرضى الذين يعانون من إصابات الفص الصدغي على الجهة اليمنى يفقدون القدرة على تفسير المحفزات السمعية الغير لفظية (على سبيل المثال، الموسيقى). بينما تتداخل إصابات الفص الصدغي على الجهة اليسرى مع التعرف، والذاكرة، وتكوين اللغة.:21
الوظيفة الأولى للفص الصدغي هي معالجة الأصوات السمعية. وهناك وظائف أخرى، تشمل:
- تكوين الذاكرة البصرية واللفظية.
- تفسير الروائح والأصوات.

## الفص الحوفي

الفص الحوفي

الفص الحوفي هو منطقة على شكل قوس من القشرة المخية، يتكون من أجزاء من الفص الأمامي، الجداري والفص الصدغي. بما في ذلك التلفيف المجاور للانتهائي، ومنطقة تحت الثفني، التلفيف الحزامي، التلفيف المجاور للحصين، والتلفيف المسنن، الحصين  ومرفد. في حين يتضمن المصطلح التشريحي: التلم الحزامي، التلفيف الحزامي، برزخ التلفيف الحزامي، التلفيف الشريطي، التلفيف المجاور للحصين، وتلم شبه الحصين، التلفيف المسنن، وخملاء الحصين، والتلم الجانبي، والأنفي.
يكون هذا الجزء من الدماغ مسؤولًا عن نقل ذكريات المدى القصير إلى الذاكرة طويلة المدى. يُصاب عادةً المرضى الذين يعانون من البؤر المولدة للصرع في الأجزاء الحوفية العاطفية من الفص الصدغي بنوبات جزئية معقدة، والتي تتميز بمشاعر لا يمكن السيطرة عليها والاستقلال الذاتي والمعرفي، والخلل العاطفي. في بعض الأحيان، يكون المرضى لديهم تغيرات في الشخصية، تتميز بالتدين الفلسفي، والاستحواذ والتغيرات الجنسية وتغيرات الذاكرة طويلة المدى. كذلك قد تحدث الهلوسة الشمية وhypergraphia (الرغبة الساحقة للكتابة).

## القشرة الانعزالية

القشرة الانعزالية (الجزيرية)

القشرة الانعزالية هي جزء من القشرة المخية مطوية في أعماق التلم الجانبي (الشق الذي يفصل الفص الصدغي عن الفص الجداري والفص الجبهي).
 يُعتقد أنها تُشارك في وعي الإنسان وتلعب دورًا في وظائف متنوعة ترتبط عادة بالمشاعر أو تنظيم التوازن في الجسم. وتشمل هذه الوظائف الإدراك، التحكم في الحركة، الوعي الذاتي، الأداء الإدراكي، والخبرة الشخصية. أي أنها تُشارك في علم النفس المرضي.
تقوم بدمج المعلومات الحسية واللاإرادية من الأحشاء، تشارك في عمليات الألم، الإحساس بدرجة الحرارة، وربما التذوق. وأيضًا مهمة لوظائف معينة في اللغة حيث يظهر المرضى بالحبسة عند إصابة القشرة الانعزالية.
وتنقسم القشرة الانعزالية إلى قسمين: أمامي أكبر وخلفي أصغر يوجد به أكثر من عشرات المناطق. المنطقة القشرية التي تغطي القشرة الانعزالية نحو السطح الجانبي للدماغ هي الغطاء الخيشومي. ويتكون الغطاء الخيشومي من أجزاء من الفص الجبهي، الصدغي والجداري.

## الفص القذالي

الفص القذالي (المؤخري)

الفص القذالي هو المركز البصري في الدماغ لدى الثدييات، يحتوي على معظم المنطقة التشريحية للقشرة البصرية.
1. القشرة البصرية الأولية هي منطقة برودمان 17، وغالبًا ما تُسمّى القشرة البصرية 1 أو V1. تقع القشرة البصرية 1 على الجانب الأنسي من الفص القذالي داخل التلم المهمازي.
وغالبًا ما تمتد هذه المنطقة على القطب الخلفي من الفص القذالي. وتُسمّى أيضًا القشرة المخططة لأنها يمكن تحديدها من خلال شريط كبير من الميلين، وخطوط جيناري.
2. المناطق البصرية المساعدة وتسمى المناطق البصرية غير المنطقة 1 باسم القشرة الغير مخططة، وهي متخصصة للقيام بمهام بصرية مختلفة، مثل معالجة الإبصار المكاني، والتمايز اللوني، وإدراك الحركة.
إصابات القشرة البصرية الأولية تؤدي إلى شكل من أشكال العمى المركزي يُسمى متلازمة أنطون. يُصبح المريض غير قادر على التعرف على الأشياء عن طريق الإبصار.
يمكن أن تسبب الأضرار التي تشمل الفص القذالي الهلوسة البصرية، وغالبا ما تتكون من خطوط أو شبكات من اللون على المجال البصري المقابل للجهة المصابة.
من الوظائف الأخرى للفص القذالي:
- المعالجة البصرية المكانية
- التعرف على الحركة واللون
- إصابات الفص القذالي أقل احتمالًا حيث أنه محمي بواسطة الجمجمة. ومع ذلك، يمكن للأضرار البالغة أن تؤدي إلى مجموعة متنوعة من المشاكل البصرية بما في ذلك فقدان التعرف على الألوان، والهلوسة البصرية، ومشاكل في إدراك الاشياء، وصعوبة فهم اللغة.

## صور إضافية

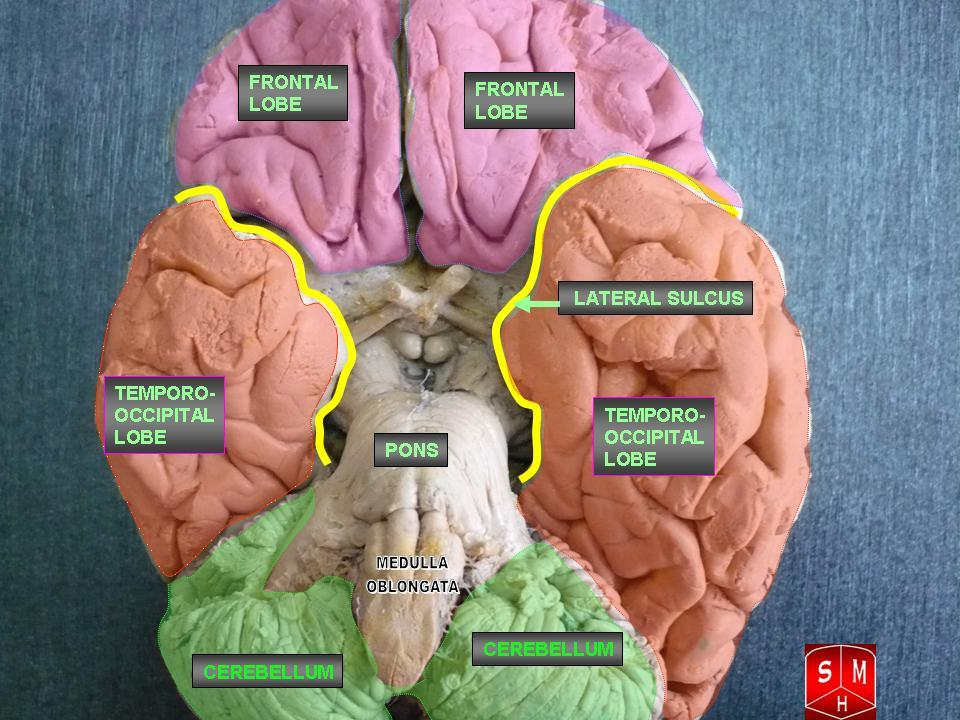
منظر سُفلي للمخ.
الفص القذالي الفص الجداري الفص الجبهي الفص الصدغي
فصوص المخ. الألوان كما السابق، بالإضافة إلى   القشرة الانعزالية
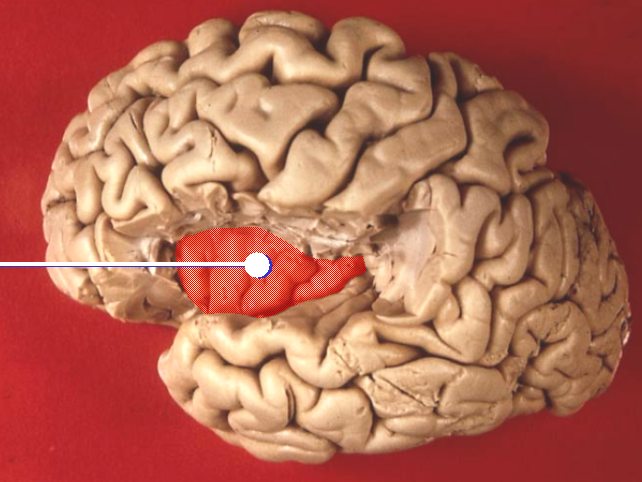
القشرة الانعزالية.
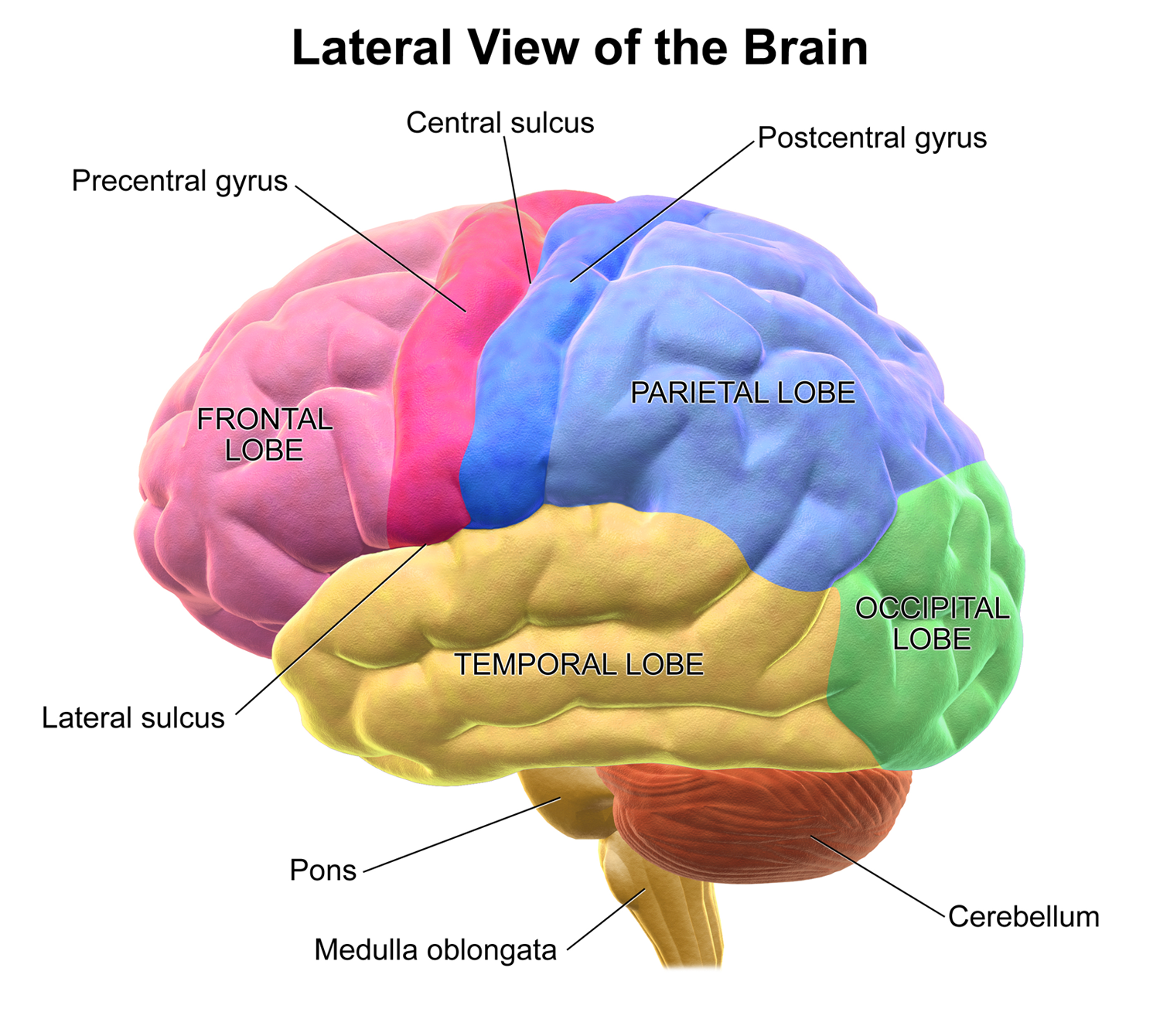
منظر جانبي للمخ.
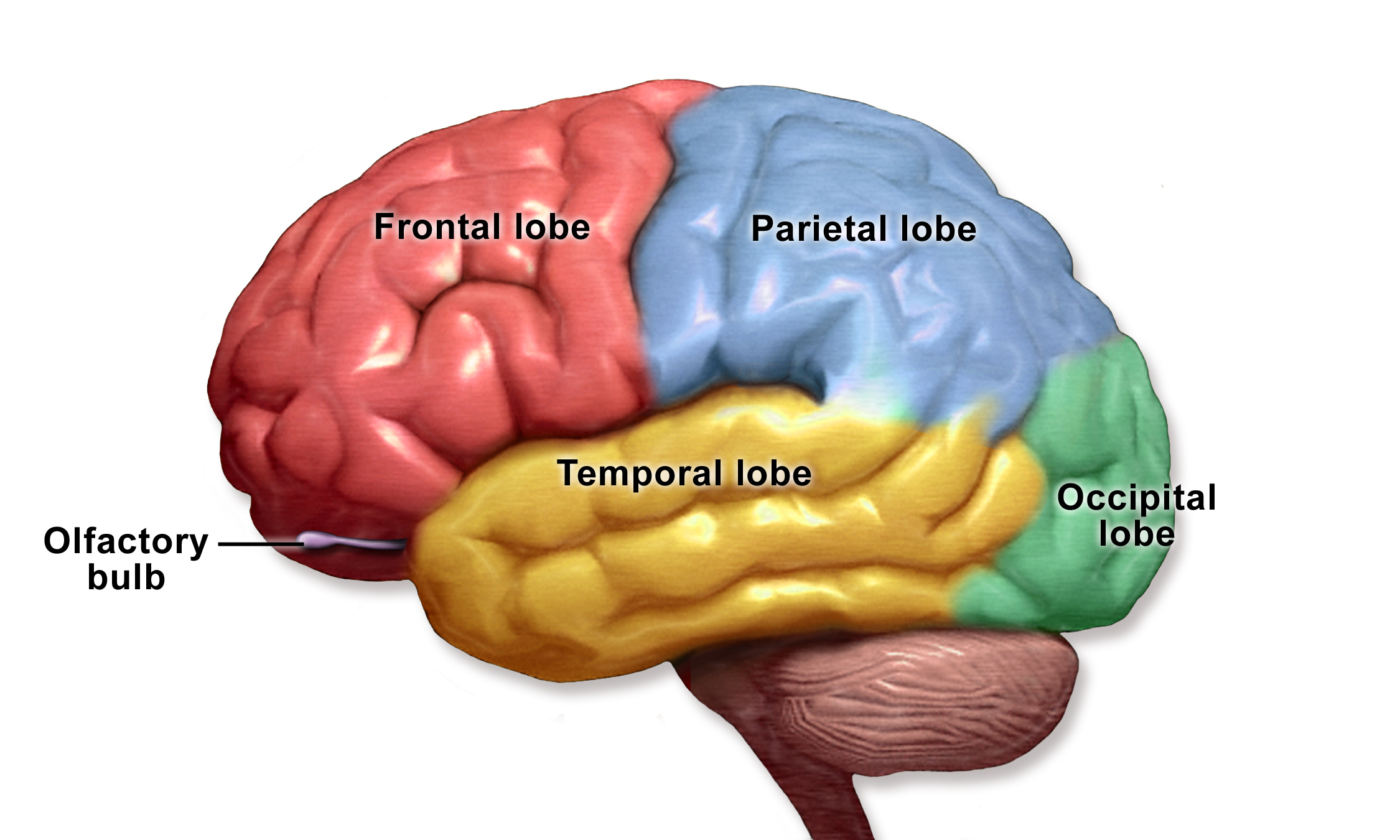
فصوص المخ.

## الفيسيولوجيا المرضية
قد يكون الخلل الدماغي بؤري أو منتشر. ويؤثر على النُظُم تحت القشرية، وتغيير اليقظة (يتسبب في سبات أو غيبوبة) أو تغيير الفكر (مما يسبب الهذيان).
عادة ما ينتج الخلل البؤري من تشوهات تركيبية (على سبيل المثال، الأورام، السكتة الدماغية، الصدمات النفسية، وإزالة الميالين)
. تعتمد الأعراض على الموقع والحجم، ومعدل تطور الإصابة فإذا كانت <2 سم في القطر تتطور ببطء جدًا. من المرجح أن تصبح أعراض الإصابات الكبيرة، متطورة بسرعة (أكثر من أسابيع أو أشهر وليس سنوات). يمكن لإصابات المادة البيضاء أن تقطع الربط بين مناطق الدماغ وتسبب متلازمة الانقطاع (عدم القدرة على القيام بمهمة تتطلب تنسيق النشاط بين أكثر من اثنين من مناطق الدماغ، على الرغم من الإبقاء على الوظائف الأساسية لكل منطقة).
سبب الخلل المنتشر من خلال اضطرابات سُميّة أو اضطرابات التمثيل الغذائي أو في بعض الأحيان التهابات منتشرة، اعتلال وعائي، أو سرطان منتشرُ. هذه الاضطرابات تؤثر على أبعاد متعددة من وظيفة الدماغ.

## الشفاء
التعافي من إصابات الدماغ يعتمد في جزء منه على الخصائص التالية:
- اللدونة المتبقية للمخ

تختلف لدونة المخ (قدرة منطقة من الدماغ على تغيير وظيفتها) من شخص لآخر وتتأثر بالعمر والصحة العامة. اللدونة هي الأبرز في الدماغ أثناء النمو. على سبيل المثال، في حالة تلف مناطق اللغة في نصف المخ المهيمن قبل سن 8 سنوات، يستطيع نصف الكرة الآخر غالبًا تحمُّل وظيفة لغة شبه طبيعية. على الرغم من أن القدرة على التعافي من إصابات الدماغ لا بأس بها بعد العقد الأول من الحياة، إلا أن الأضرار البالغة في كثير من الأحيان تؤدي إلى عجز دائم.
- التكرار

يشير التكرار إلى قدرة أكثر من منطقة من الدماغ لأداء نفس الوظيفة.

## متلازمات الخلل الدماغي
تشمل أعراض محددة:
- عمه (فقدان القدرة على التعرف على الأشياء)
- فقدان الذاكرة (بما في ذلك فقدان الذاكرة المؤقت)
- فقدان القدرة على الكلام
- تعذّر الأداء[20]
- الحالات النفسية (على سبيل المثال: الاكتئاب، الذهان، واضطرابات القلق)
- التلفظ (صعوبة النطق)، وهو اضطراب حركي قد يسبب أعراض مشابهة للحبسة.

## التشخيص
- التقييم السريري
- اختبارات نفسية عصبية

بشكل عام، يُشخّص الخلل الدماغي سريريًا، وغالبًا ما يُساعد باختبارات نفسية وعصبية.
عادة ما يتطلب تشخيص السبب الاختبارات المعملية (اختبار الدم وأحيانًا تحليل السائل النخاعي) وتصوير الدماغ، أو التصوير التركيبي (الأشعة المقطعية، التصوير بالرنين المغناطيسي).